# グリーンスレイド
グリーンスレイド（Greenslade）は、イングランド出身のプログレッシブ・ロックバンド。
元「コロシアム」の鍵盤奏者、デイヴ・グリーンスレイドを主宰に結成。ダブル・キーボード編成のギターレスバンドとして異彩を放った。1970年代に解散していたが、2000年に再始動を果たした。

## 略歴
1972年、デイヴ・グリーンスレイドは、コロシアムの同僚であったトニー・リーヴスのほか、デイヴ・ローソン（キーボード、元ウェブ - サムライ）、アンドリュー・マカロック（ドラム、元キング・クリムゾン - フィールズ）といった実力者を集め、ギターレスのプログレッシブ・ロック・バンド「グリーンスレイド」を結成する。
1973年、バンド名を冠したファースト・アルバム『グリーンスレイド』でデビュー。年内には早くもセカンド・アルバム『ベッドサイド・マナーズ・アー・エクストラ』を発表する。ロゴやジャケット・カヴァーは、イエス関連作品で著名なイラストレーターであったロジャー・ディーンが担当。彼がデザインした6本腕の魔人は、長らくバンドのシンボルになっていった。
1974年、サード・アルバム『スパイグラス・ゲスト』をリリース。カヴァー・デザイナーは一転し、フォトグラファーのキーフが務めた。コロシアムでの盟友クレム・クレムソンがゲストとして2曲でギターを弾いた。この時期からセールス的には下降気味になり、翌1975年にはリーヴスが脱退する。
ギターサウンド導入も視野に入れ、マルチプレーヤーのマーティン・ブライリー（元マンドレイク）を新メンバーに起用。SFファタジー系の芸術家、パトリック・ウッドロフがカヴァー・イラストを提供するなどテコ入れを図り、満を持して4枚目のアルバム『タイム&タイド』を発表した。それでも状況は芳しくなく、翌1976年早々に解散する。
デイヴは、2000年にグリーンスレイドの再結成を企画。オリジナル・メンバーのトニー・リーヴスも参加した25年ぶり5枚目のアルバム『ラージ・アフタヌーン』を発表する。その後もバンドはライブ・アルバムをリリースするなど、ライブ活動を中心に2003年まで活動を展開した。

## スタイル
バンドはギターレスという楽器編成を採用していたが、それは当時のギターレス・バンドに多く見られたキーボード・トリオ（キーボード/ベース/ドラム）ではなく、ダブル・キーボードをベースとした特異な形態で構成していた。同タイプでは「レア・バード」が先に活動しており、その流れを汲む形となっている。
デイヴ・グリーンスレイドは「当初はギターを含んだ4人編成のバンドを予定していたが、適当なギタリストがいなかったため」と明かしている。アンドリュー・マカロックも「最初はギタリストを入れるつもりだったが、プレイを重ねる内に現状でも問題がなくなっていった」と述べている。
サード・アルバムから、ギターやヴァイオリニストがゲスト参加。4枚目のアルバムでは、新加入のマーティン・ブライリーがベースとギターを兼任する等、サウンドはより多彩になった。ただしデイヴ・グリーンスレイドかデイヴ・ローソンのキーボード奏者どちらかが不在となっている曲もある。

## メンバー

### 最終ラインナップ
- デイヴ・グリーンスレイド (Dave Greenslade) - キーボード (1972年-2003年)
- トニー・リーヴス (Tony Reeves) - ベース (1972年-1975年, 2000年-2003年)
- ジョン・ヤング (John Young) - キーボード、ボーカル (2000年-2003年)
- ジェイムズ・ガムボールド (James Gambold) - ドラムス (2003年)

### 旧メンバー
- デイヴ・ローソン (Dave Lawson) - キーボード、ボーカル (1972年-1975年)
- アンドリュー・マカロック (Andy McCulloch) - ドラムス (1972年-1976年)
- マーティン・ブライリー (Martin Briley) - ベース、ギター (1975年-1976年)
- クリス・コッツェンズ (Chris Cozens) - ドラムス (2000年)
- ジョン・トロッター (John Trotter) - ドラムス (2000年-2002年)

### ゲスト
- クレム・クレムソン (Dave "Clem" Clempson) - ギター (『スパイグラス・ゲスト』)
- アンディー・ロバーツ (Andy Roberts) - アコースティック・ギター (『スパイグラス・ゲスト』)
- グレアム・スミス (Graham Smith) - ヴァイオリン (『スパイグラス・ゲスト』)
- バリー・モーガン (Barry Morgan) - パーカッション (『タイム&タイド』)
- ジル・マッキントッシュ (Jill MacKintosh) - バッキング・ボーカル (『タイム&タイド』)
- アン・シモンズ (Ann Simmonds) - バッキング・ボーカル (『タイム&タイド』)

## ディスコグラフィ

### スタジオ・アルバム
- 『グリーンスレイド』 - Greenslade (1973年)
- 『ベッドサイド・マナーズ・アー・エクストラ』 - Bedside Manners Are Extra (1973年)
- 『スパイグラス・ゲスト』 - Spyglass Guest (1974年)
- 『タイム&タイド』 - Time And Tide (1975年)
- 『ラージ・アフタヌーン』 - Large Afternoon (2000年)

### ライブ・アルバム
- 『ライヴ’73-’75』 - Live (1999年)[4]
- 『ライヴ2001』 - The Full Edition - Live 2001 (2002年)
- 『ライヴ・イン・ストックホルム 1975』 - Live In Stockholm March 10th, 1975 (2013年)
- The Birthday Album - Live Switzerland 1974 (2016年)

### シングル
- "Temple Song" / "An English Western" (1973年)
- "Catalan" / "Animal Farm" (1975年)
- "Gangsters" / "Rubber Face, Lonely Eyes" (1976年)